# Luis Royo

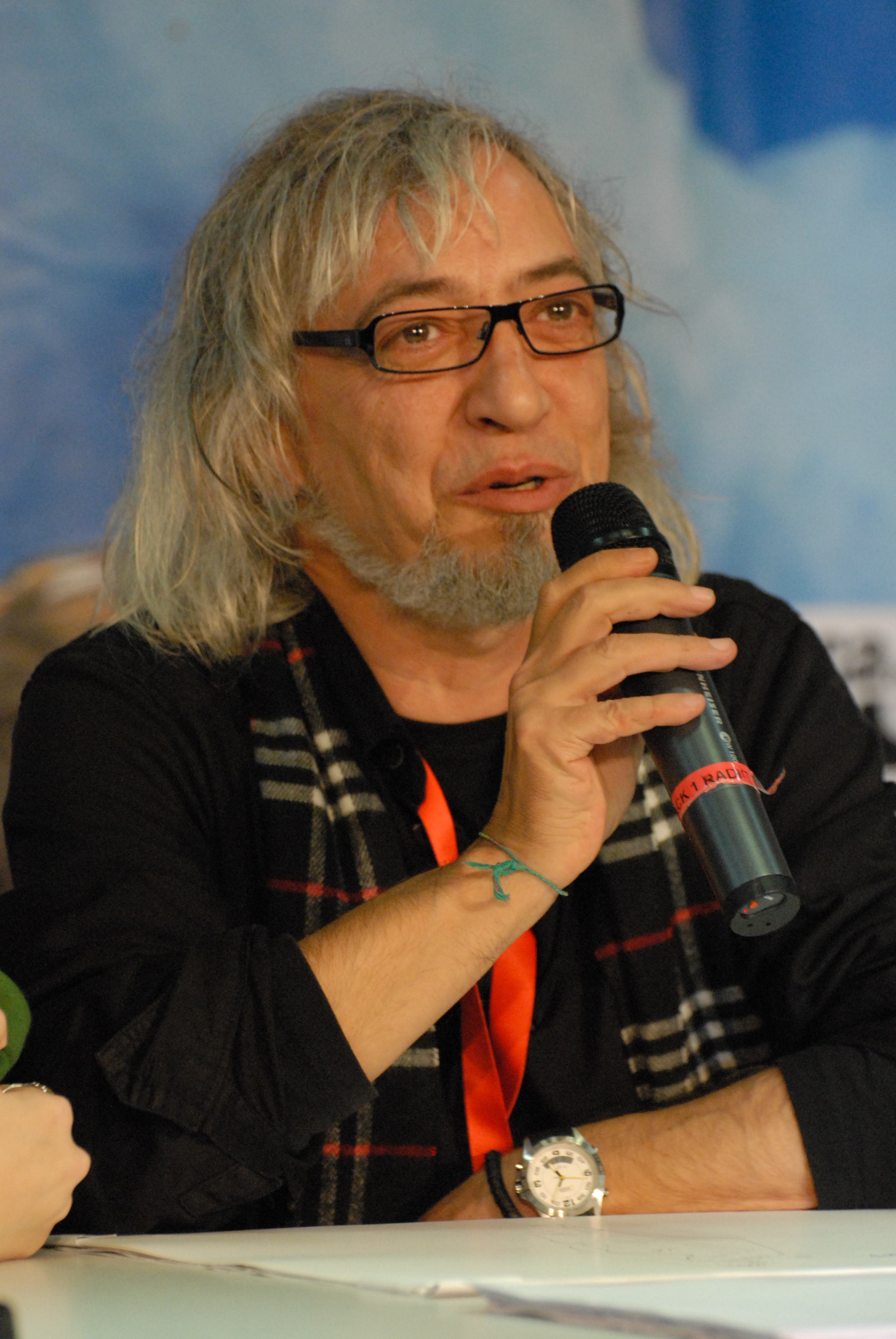
Royo in 2010

Luis Royo (Olalla, Teruel, 1954) is een Spaans tekenaar en schilder van erotische en fantasykunst. Hij heeft ook beeldhouwwerken van enkele van zijn vroegere tekeningen gemaakt. Ook heeft hij kunst geproduceerd voor videospelletjes, CD hoezen, stripboeken en Tarotkaarten.

## Biografie
Luis Royo werd geboren in Olalla, een dorpje in de provincie Teruel in het oosten van Spanje, maar hij verhuisde al snel naar Zaragoza. Vanaf 1971 studeerde hij technisch tekenen en schilderen en interieurarchitectuur aan de School voor Toegepaste Kunst en Industrieel Ontwerp in Zaragoza. Vanaf 1977 begon hij kunst te maken waarbij de verschillende technieken die hij geleerd had, gebruikte.

## Gepubliceerd werk
- Women
- Malefic
- Secrets
- III Millennium
- Dreams
- Prohibited Book
- Prohibited Book II
- Prohibited Book III
- Prohibited Sketchbook
- Evolution
- Conceptions
- Conceptions II
- Conceptions III
- Visions
- Fantasic Art
- The Labyrinth Tarot
- Subversive beauty
- Wild sketches
- Dark Labyrinth